# Rok Sirk
Rok Sirk (10 settembre 1993) è un calciatore sloveno, attaccante del Dravograd.

## Palmarès

### Club

#### Competizioni nazionali
- Druga slovenska nogometna liga: 1

NŠ Mura: 2017-2018
- Campionato polacco di seconda divisione: 1

Radomiak Radom: 2020-2021
- Campionato sloveno: 1

Maribor: 2021-2022